# Cita rápida

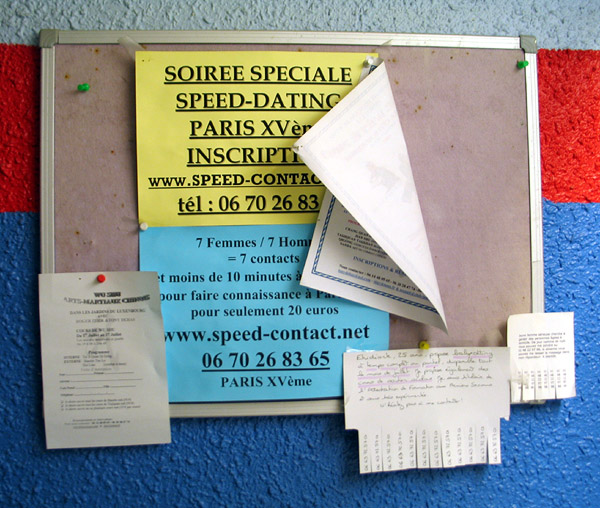
Anuncio de un encuentro de Speed dating.

Una cita rápida, multicita o evento speed dating es un método que establece la relación entre personas y que fomenta el emparejamiento o sistema de citas (una variante del tradicional sistema de encuentros, cuyo propósito es disfrutar de citas románticas o de amistad). Las citas rápidas se originaron en círculos judíos de los Estados Unidos como una vía para asegurar que las personas solteras (o aquellos cuya pareja residía en otro lugar) que vivían en ciudades donde eran minoría, comparados con los no-judíos, se encontraran los unos a los otros. El sistema alcanzó gran popularidad, gracias, en parte a su difusión a través de la televisión, en programas de juegos-cita como, por ejemplo, Fifth Wheel. En la actualidad, es una práctica habitual en los Estados Unidos, muy especialmente entre la comunidad gay. Los partidarios del mismo, argumentan que este método de citas simplemente ahorran tiempo, ya que la mayoría de la gente decide si son románticamente compatibles muy rápidamente y que las primeras impresiones son generalmente permanentes.

## Cómo se hace
Cada chica lleva a un chico que nadie más conoce. Los participantes disponen de aproximadamente tres minutos para tener minicharlas con cada chica y rotar. Si dos se llevan bien, intercambian los teléfonos y siguen en contacto. Después de que cada participante mantuvo 10 minicharlas, se reparten tarjetas para llenar con datos personales. Así cada uno se la da a la chica que le pareció más adecuada.
En otra modalidad, cada participante se apunta al evento de forma independiente y con antelación, siendo responsabilidad del organizador el tratar de cuadrar las parejas por sexos (en el caso de eventos heterosexuales), y por rangos de edad. En esta modalidad, de inicio las mujeres están sentadas cada una en una mesa que tiene un número único, y los varones irán cambiando de mesa en orden ascendente cada vez que suene el aviso. Para evitar confusiones, a cada varón se le asigna también un número propio con el que debe identificarse, junto con su nombre, a cada cita. A menudo se proporciona una cartulina y bolígrafo a cada asistente para que pueda anotar: número de cita, nombre, y sus impresiones. Estas notas serán para su propia consulta y no tendrá que entregarlas a la organización. Es habitual que las votaciones se hagan en línea al día siguiente. En cuanto se cierre el periodo de votaciones, la organización hará recuento e intercambiará los números de teléfono a las parejas que hayan hecho match. 
Existen empresas a nivel mundial que se encargan de organizar eventos de Speed Dating para que los solteros puedan conocerse. La metodología cambia de país a país. La cantidad de minutos para cada cita oscila entre 2 y 8. Se pueden tener 8 citas como 15, 20 o, en algunos casos, hasta 25 personas. Es decir, a más participantes, hay menos minutos de tiempo para cada cita, y a menos participantes, las citas se alargarán más. La duración total del evento suele oscilar entre 50 y 100 minutos. En países de Latinoamérica se ha comprobado que tiene gran éxito, debido al crecimiento de solteros que tienen poco tiempo para relacionarse.
Desde los años 2000 en España también existe una gran oferta de agencias de "Citas a ciegas" / "Citas Rápidas" / "Speed Dating" / "Blind Dating". Lo más conocido es la "cena a ciegas", dónde se encuentran entre 6 y 8 personas para cenar juntos en un restaurante tranquilo. El grupo destinatario son solteros activos entre los 20 y 50 años.

### Otras metodologías
En los últimos años han aparecido nuevos formatos para llegar a una mayor audiencia, Citas Rápidas para networking o los Speed Dating con Juegos de Afinidad que buscan profundizar en las conexiones entre personas desde amplios aspectos de su personalidad.

### El lugar
Es necesario un lugar donde quepan al menos 20 personas. Se arma un círculo de mesas, las mujeres van del lado interno y los hombres del lado externo, así pueden rotar. La iluminación es tenue. Generalmente se come pizza, ya que se come con la mano, lo que hace que al sostener algo, no se esté tan nervioso. Y mientras tanto, se escucha música alegre. También abundan los eventos speed dating sin música ni comida, pero con una consumición incluida.
Los lugares en los que las empresas realizan este tipo de eventos suelen ser restaurantes, hoteles, pubs y bares de lugares conocidos y de fácil acceso para todos los participantes. Generalmente son grandes eventos que albergan como mínimo a 20 personas y como máximo el tamaño que el lugar permita. Estos eventos se suelen organizar en distintas páginas webs. 
El espacio también puede ser virtual. Existe la modalidad on-line para citas rápidas que usa el video para mantener los encuentros. Normalmente se ofrece la posibilidad de intercambiar los contactos después del evento si la pareja así lo desea.

## Citas rápidas en cine y televisión
- Tanto en cine como en televisión se han realizado importantes trabajos sobre las citas rápidas, la película emblemática es la de Hitch, donde el protagonista (Will Smith) trabaja ayudando a los hombres a conquistar la mujer de los sueños. En un momento de la película, se ve una reunión de Speed Dating, donde se resuelve una escena muy importante del filme.
- También en cine se realizó en 2005, Virgen a los 40, Solo Amigos, Ojala sea cierto, Valentine, e incluso en 2007 se filmó una película llamada Speed Dating con Hugh O' Connor.
- En televisión, sobresale el capítulo 42 de la tercera temporada de Sex and the City, donde Miranda acude a un evento de Citas Rápidas.
- También en Dead like me, Daisy va a un evento de Speed Dating para llevarse el alma de uno de los participantes, en el episodio 5 de la segunda temporada.
- La serie Monk en el episodio 6 de la segunda temporada, toca el tema cuando Adrián trata de interrogar a un sospechoso que acude a eventos de Citas Rápidas.
- En Los Simpsons tocan el tema, cuando en el episodio 20 de la temporada 17 Marge sufre un accidente mientras limpia que le trae amnesia. Sin saber quién es Homer, decide declararse soltera y es llevada por sus hermanas a un evento de cita rápida para que encuentre al hombre de su vida.
- En Telefé el programa Alguien a quien querer, conducido por Lola Cordero, tiene sus bases en el Speed Dating.
- Actualmente, la directora y guionista argentina Daniela Fejerman, está realizando en España, la película Siete Minutos, que trata este tema.